# Stolidodere dequaei
Stolidodere dequaei là một loài bọ cánh cứng trong họ Cerambycidae.